# Thinophilus neptunus
Thinophilus neptunus är en tvåvingeart som beskrevs av Frey 1915. Thinophilus neptunus ingår i släktet Thinophilus och familjen styltflugor. Inga underarter finns listade i Catalogue of Life.